# Coto de Caza
Coto de Caza ist eine Siedlung auf gemeindefreiem Gebiet im Orange County im US-Bundesstaat Kalifornien. Zu statistischen Zwecken ist der Ort zu einem Census-designated place (CDP) zusammengefasst worden und hatte im Jahr 2020 insgesamt 14.710 Einwohner.

## Geographie
Coto de Caza liegt am Westrand des Santa-Ana-Gebirges, rund acht Kilometer östlich von Mission Viejo und 30 Kilometer nordöstlich von Newport Beach. Die California State Route 241 endet am Nordwestrand des Ortes, der Interstate-5-Highway verläuft in einer Entfernung von etwa acht Kilometern im Westen. Nächstgelegener Flughafen ist der 30 Kilometer nordwestlich gelegene John Wayne Airport.

## Geschichte
Der Name des Ortes ist aus dem Spanischen vom Begriff für „Jagd“ abgeleitet und bedeutet frei übersetzt etwa so viel wie „Domäne der Jagd“, da das waldreiche Gelände von den Eigentümern bei der Gründung 1969 ursprünglich als Jagdrevier genutzt werden sollte, schon bald jedoch in einen exklusiven Wohnbezirk umgewandelt wurde, der inzwischen fast 4000 Häuser, zwei 18-Loch-Golfplätze, zwei Reitzentren und eine Privatschule enthält. Das gesamte Gelände ist eine der größten Gated Communities in den USA.
Im Rahmen der Olympischen Sommerspiele 1984 fanden die Wettbewerbe im Modernen Fünfkampf in Coto de Caza statt.
Auf dem Gelände des Ortes befinden sich auch zwei astronomische Observatorien:
- G75: Starry Knight Observatory[4]
- G76: Altimira Observatory[5]

## Demografie
Im Jahr 2010 ergab sich eine Bevölkerungszahl von 14.866 Personen, was eine Steigerung von 13,9 % gegenüber 2000 bedeutete. Das Durchschnittsalter lag 2010 mit 42,2 Jahren deutlich oberhalb des Wertes von Kalifornien, der 32,1 Jahre betrug. 24,0 % der heutigen Bewohner gehen auf Einwanderer aus Deutschland zurück. Die Vorfahren weiterer Einwohner des Ortes kamen zu 18,5 % aus England, zu 16,1 % aus Irland und zu 8,1 % aus Italien.